# Giovanni Di Lorenzo (calciatore)
Giovanni Di Lorenzo (Castelnuovo di Garfagnana, 4 agosto 1993) è un calciatore italiano, difensore del Napoli, di cui è capitano, e della nazionale italiana, con cui è stato campione d'Europa nel 2021.

## Biografia
Nato nel comune di Castelnuovo di Garfagnana, è cresciuto nella frazione di Ghivizzano.
Sposato con Clarissa, è padre di due bambine.

## Caratteristiche tecniche
Ha iniziato la propria carriera come attaccante, venendo successivamente spostato come terzino destro, ruolo nel quale si esprime meglio, anche se all'occorrenza può giocare anche come difensore centrale. È dotato di una buona tecnica di base, coniugata ad una notevole forza, velocità e resistenza fisica. Abile nel gioco aereo, si fa valere sui calci piazzati sia in fase difensiva che in fase offensiva.

## Carriera

### Club

#### Gli esordi
Cresciuto nella Lucchese, fa il suo esordio in prima squadra nel campionato di Serie D nel 2009, a soli 15 anni e 9 mesi. Subito dopo si trasferisce alla Reggina. Con le giovanili della società calabrese disputa prima il campionato allievi, vincendo anche il Torneo Internazionale Sanremo, e in seguito due campionati primavera, diventando il capitano della squadra.
Il 29 maggio 2011, a 17 anni, fa il suo esordio in Serie B con la prima squadra, nella partita giocata in trasferta contro il Sassuolo.
Nell'estate 2012 viene ceduto in prestito al Cuneo, in Lega Pro. Esordisce in campionato con la maglia biancorossa a 19 anni, diventando presto un punto fermo della difesa piemontese. Colleziona 27 presenze durante la stagione, fornendo prestazioni di buon livello, che gli permettono anche di entrare nel giro della Nazionale Under-20 di Luigi Di Biagio, con cui partecipa al Torneo Quattro Nazioni.
Nell'estate 2013 torna alla Reggina, in Serie B. Con la maglia amaranto colleziona 20 presenze durante la stagione, che si conclude con la retrocessione della squadra calabrese. Nell'annata seguente rimane alla Reggina, disputando quindi il campionato di Lega Pro.
Dal 2015 al 2017 milita nel Matera, sempre in Lega Pro. In due stagioni con il club lucano colleziona 61 presenze, realizzando 4 reti. Nella stagione 2016-2017 raggiunge anche la finale di Coppa Italia Lega Pro, dove il Matera viene sconfitto dal Venezia.

#### Empoli
Il 30 agosto 2017, per 600.000 euro, si trasferisce all'Empoli, in Serie B, firmando un contratto triennale. Il 23 aprile 2018 sigla la sua prima rete in serie cadetta nella vittoria per 4-2 sul campo del Frosinone. A fine stagione Di Lorenzo colleziona 36 presenze, vincendo il campionato con la squadra toscana, che viene promossa in massima serie.
Il 19 agosto 2018, a 25 anni, debutta in Serie A nella vittoria per 2-0 sul Cagliari, squadra contro cui segna la sua prima rete in massima serie nella partita di ritorno del 20 gennaio 2019, terminata col risultato di 2-2. Si ripete la settimana dopo, nella sconfitta interna contro il Genoa per 1-3. Il 3 aprile seguente sigla il gol decisivo nel vittorioso scontro per 2-1 in casa contro il Napoli. La sua stagione risulta essere molto positiva, nonostante la retrocessione dei toscani, e termina con 5 reti in 37 partite.

#### Napoli

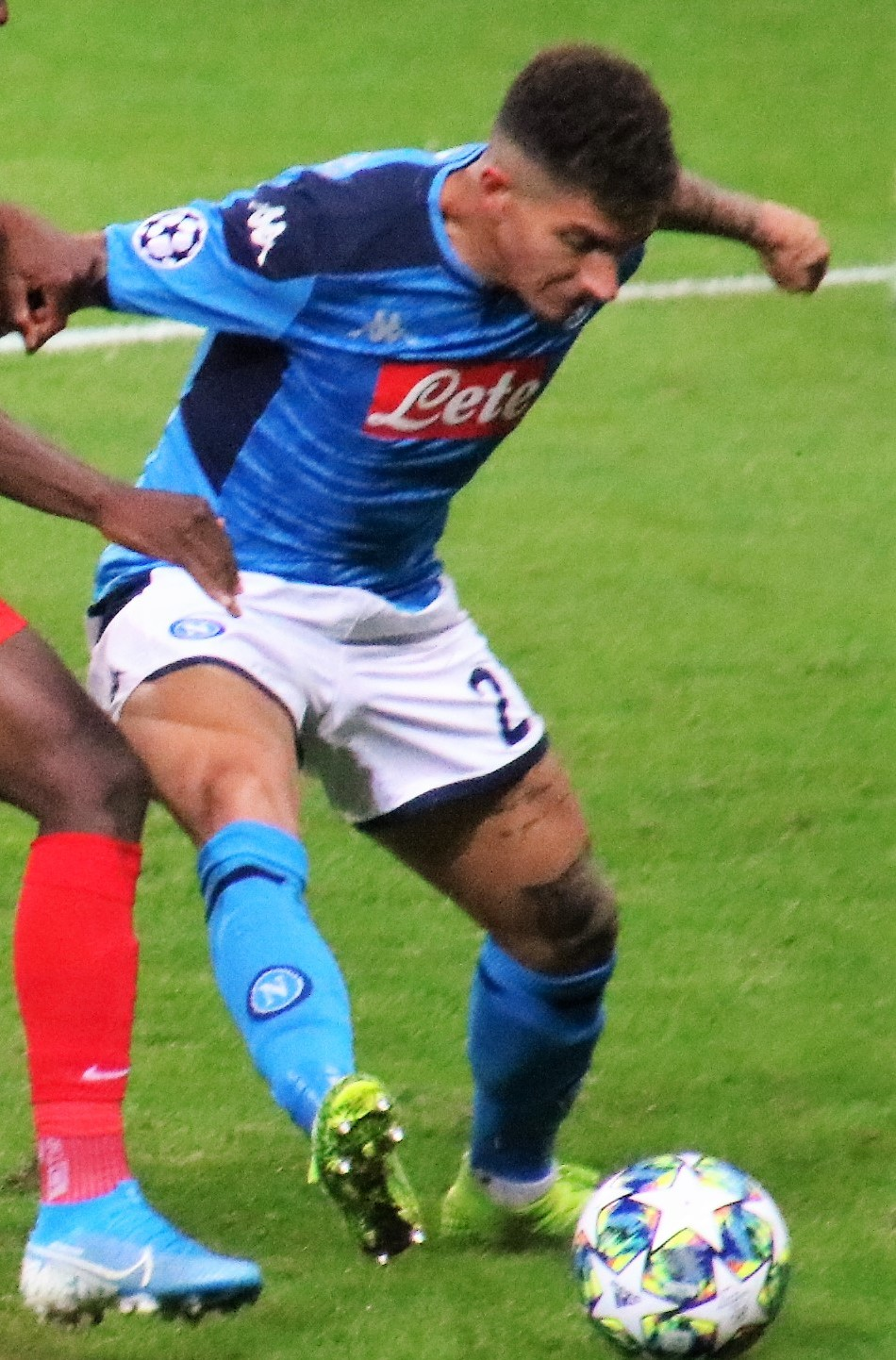
Di Lorenzo in azione con il nel 2019

Il 7 giugno 2019 viene acquistato dal Napoli a titolo definitivo per 8 milioni di euro, firmando un accordo quinquennale. Il successivo 24 agosto, alla 1ª giornata di Serie A, fa il suo debutto coi partenopei in Fiorentina-Napoli (3-4). Nella gara seguente, disputata all'Allianz Stadium contro la Juventus, realizza il suo primo gol in maglia azzurra, fissando momentaneamente il punteggio sul 3-3; la partita terminerà poi 4-3 in favore dei bianconeri. Il 17 settembre fa il suo esordio nelle coppe europee, in occasione del match valido per la fase a gironi di Champions League vinto 2-0 in casa contro il Liverpool, campione d'Europa in carica. Durante il resto della stagione viene schierato titolare sia da Carlo Ancelotti sia da Gennaro Gattuso, che gli subentra come allenatore a dicembre, fornendo buone prestazioni. Il 17 giugno 2020 disputa la finale di Coppa Italia, vinta ai rigori contro la Juventus.
Nella stagione successiva si conferma su ottimi livelli di rendimento, non riuscendo tuttavia a conquistare la qualificazione in Champions League con i partenopei, che terminano il campionato al 5º posto.
Il 15 luglio 2021 rinnova il proprio contratto con il Napoli fino al 2026. Il successivo 20 settembre, in occasione della vittoria esterna contro l'Udinese (0-4), raggiunge quota 100 presenze con la maglia azzurra. Durante il resto della stagione viene confermato come titolare anche dal nuovo allenatore Luciano Spalletti, contribuendo con ulteriori prestazioni di livello al ritorno in Champions League della squadra partenopea, in virtù del terzo posto finale conquistato in campionato.
All'inizio della stagione 2022-2023, dopo gli addii di Insigne, Koulibaly e Mertens, diventa il nuovo capitano del Napoli. Il 4 ottobre 2022 realizza il suo primo gol nelle coppe europee, nella gara della fase a gironi di Champions League vinta per 6-1 contro l'Ajax alla Johan Cruijff Arena. Affermatosi definitivamente come leader della squadra, il 4 maggio 2023, in virtù del pareggio per 1-1 degli azzurri sul campo dell'Udinese, si aggiudica il primo scudetto della sua carriera. Un mese dopo, all'ultima partita di campionato, solleva la Coppa Campioni d'Italia.
Il 5 agosto seguente viene ufficializzato il suo rinnovo di contratto con i partenopei fino al 2028. Ciò nonostante, l'annata 2023-2024 si rivela negativa sia per Di Lorenzo sia per il Napoli, che cambia tre allenatori e conclude il campionato al 10º posto, mancando così la qualificazione alle coppe europee per la prima volta dopo 14 anni.
Nella stagione successiva, sotto la nuova guida di Antonio Conte, le prestazioni del capitano partenopeo tornano su standard molto alti, rendendolo uno dei protagonisti della cavalcata trionfale verso il quarto scudetto della storia azzurra, conquistato dopo un lungo testa a testa contro l'Inter durato fino all'ultima giornata; nell'occasione i partenopei vincono per 2-0 la gara casalinga contro il Cagliari, al termine della quale Di Lorenzo solleva per la seconda volta in carriera la Coppa Campioni d'Italia. Conclude l'annata con 39 presenze complessive e 3 reti segnate.

### Nazionale

#### Nazionali giovanili
Il 27 marzo 2013 fa il suo esordio con la nazionale Under-20 di Luigi Di Biagio, nella partita Polonia-Italia (1-3) del Torneo Quattro Nazioni.
Il 14 agosto 2013 fa il suo esordio con la nazionale Under-21, sempre sotto la guida del neo CT Di Biagio, nella partita amichevole Slovacchia-Italia (1-4). Successivamente viene impiegato anche nelle prime due partite di qualificazione all'Europeo Under-21, il 5 settembre in casa contro il Belgio e il 9 settembre contro Cipro.

#### Nazionale maggiore

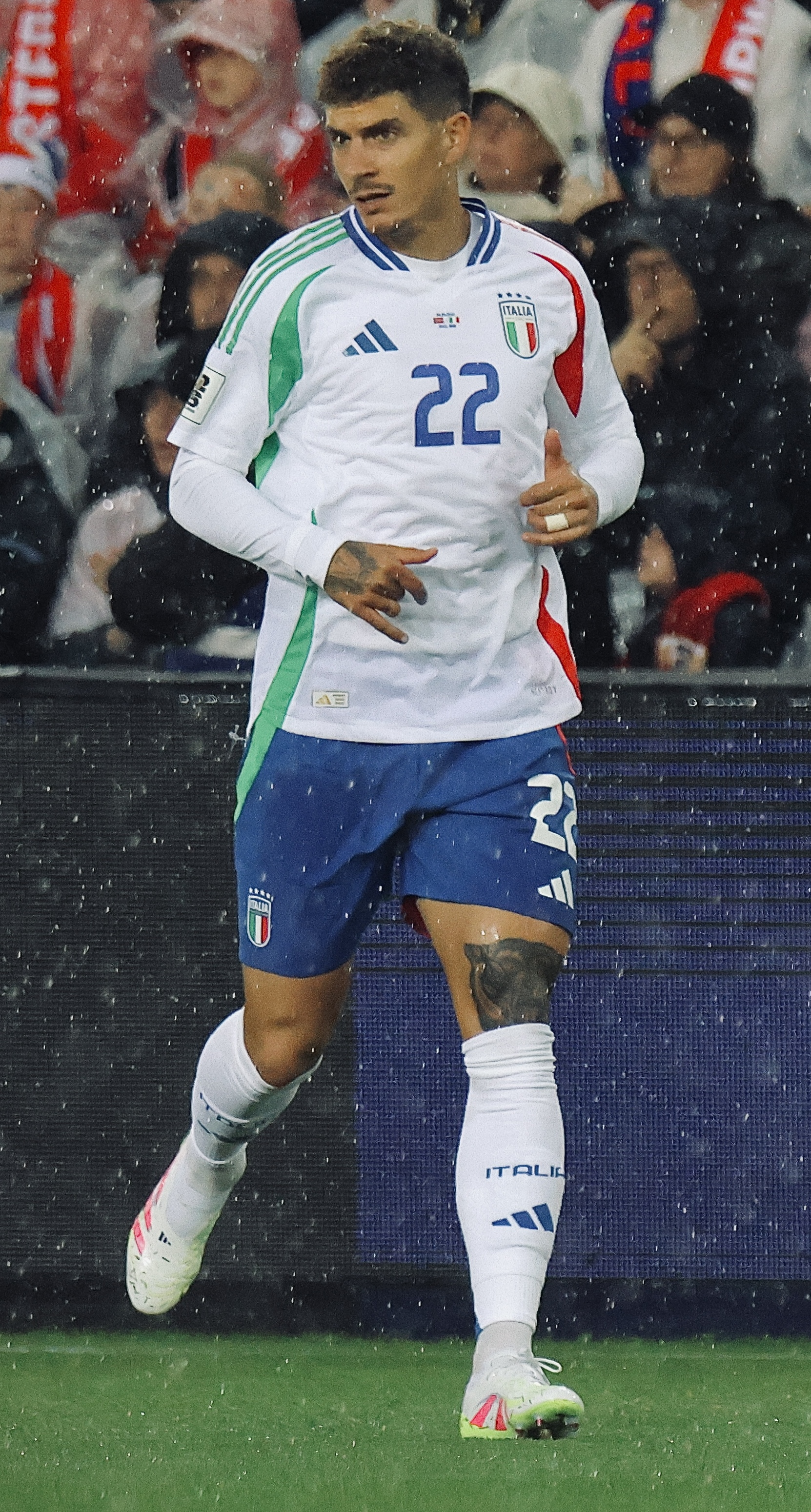
Di Lorenzo con la nazionale italiana nel 2025

Dopo essere stato convocato il 26 aprile 2019 per uno stage, il 4 ottobre seguente Di Lorenzo riceve la sua prima chiamata in nazionale da parte del CT Roberto Mancini, in occasione delle gare degli Azzurri contro Grecia e Liechtenstein, valevoli per le qualificazioni a Euro 2020. Esordisce il 15 ottobre 2019, a 26 anni, giocando come titolare nella partita vinta 5-0 in trasferta contro il Liechtenstein a Vaduz.
Nel giugno 2021 viene inserito nella lista dei 26 convocati per il Campionato europeo. Subentra a Florenzi nella partita inaugurale, vinta per 3-0 contro la Turchia allo Stadio Olimpico di Roma, confermandosi poi come titolare anche nelle partite successive, con prestazioni di buon livello. Si laurea campione d'Europa l'11 luglio 2021 a Wembley, dopo la finale vinta ai rigori contro l'Inghilterra.
Segna il suo primo gol in azzurro l'8 settembre seguente, nella partita vinta 5-0 contro la Lituania, valida per le qualificazioni al Mondiale 2022. In seguito viene inserito tra i 23 convocati per la fase finale della UEFA Nations League, dove l'Italia ottiene il terzo posto. Il 1º giugno 2022 disputa da titolare la Finalissima 2022, persa 3-0 contro l'Argentina.
Nel giugno 2023 viene inserito, per la seconda edizione consecutiva, nella lista dei convocati per la fase finale della Nations League, chiusa dagli Azzurri nuovamente al terzo posto.
Nel giugno 2024 viene convocato dal nuovo CT Luciano Spalletti per il campionato d'Europa 2024 in Germania, dove gioca da titolare le quattro gare disputate dall'Italia, eliminata agli ottavi dalla Svizzera. Il suo rendimento durante la manifestazione, tuttavia, risulta tra i più deludenti delle file azzurre. Confermato da Spalletti, il 14 ottobre 2024, in occasione della gara di Nations League vinta per 4-1 contro Israele a Udine, indossa per la prima volta la fascia di capitano e segna la sua prima doppietta in azzurro.

## Statistiche

### Presenze e reti nei club
Statistiche aggiornate al 1º luglio 2025.
| Stagione        | Squadra         | Campionato      | Campionato | Campionato | Coppe nazionali | Coppe nazionali | Coppe nazionali | Coppe continentali | Coppe continentali | Coppe continentali | Altre coppe | Altre coppe | Altre coppe | Totale | Totale |
| Stagione        | Squadra         | Comp            | Pres       | Reti       | Comp            | Pres            | Reti            | Comp               | Pres               | Reti               | Comp        | Pres        | Reti        | Pres   | Reti   |
| --------------- | --------------- | --------------- | ---------- | ---------- | --------------- | --------------- | --------------- | ------------------ | ------------------ | ------------------ | ----------- | ----------- | ----------- | ------ | ------ |
| 2008-2009       | Lucchese        | D               | 1          | 0          | -               | -               | -               | -                  | -                  | -                  | -           | -           | -           | 1      | 0      |
| 2009-2010       | Reggina         | B               | 0          | 0          | CI              | 0               | 0               | -                  | -                  | -                  | -           | -           | -           | 0      | 0      |
| 2010-2011       | Reggina         | B               | 1          | 0          | CI              | 0               | 0               | -                  | -                  | -                  | -           | -           | -           | 1      | 0      |
| 2011-2012       | Reggina         | B               | 1          | 0          | CI              | 0               | 0               | -                  | -                  | -                  | -           | -           | -           | 1      | 0      |
| 2012-2013       | Cuneo           | 1D              | 27+1       | 0          | CI+CI-LP        | 0               | 0               | -                  | -                  | -                  | -           | -           | -           | 28     | 0      |
| 2013-2014       | Reggina         | B               | 20         | 0          | CI              | 0               | 0               | -                  | -                  | -                  | -           | -           | -           | 20     | 0      |
| 2014-2015       | Reggina         | LP              | 36+2       | 0          | CI+CI-LP        | 1+1             | 0               | -                  | -                  | -                  | -           | -           | -           | 40     | 0      |
| Totale Reggina  | Totale Reggina  | Totale Reggina  | 60         | 0          |                 | 2               | 0               |                    | -                  | -                  |             | -           | -           | 62     | 0      |
| 2015-2016       | Matera          | LP              | 33         | 2          | CI-LP           | 1               | 0               | -                  | -                  | -                  | -           | -           | -           | 34     | 2      |
| 2016-2017       | Matera          | LP              | 25+2       | 1+1        | CI+CI-LP        | 2+5             | 0               | -                  | -                  | -                  | -           | -           | -           | 34     | 2      |
| ago. 2017       | Matera          | C               | 1          | 0          | CI              | 2               | 0               | -                  | -                  | -                  | -           | -           | -           | 3      | 0      |
| Totale Matera   | Totale Matera   | Totale Matera   | 61         | 4          |                 | 10              | 0               |                    | -                  | -                  |             | -           | -           | 71     | 4      |
| ago. 2017-2018  | Empoli          | B               | 36         | 1          | CI              | 0               | 0               | -                  | -                  | -                  | -           | -           | -           | 36     | 1      |
| 2018-2019       | Empoli          | A               | 37         | 5          | CI              | 1               | 0               | -                  | -                  | -                  | -           | -           | -           | 38     | 5      |
| Totale Empoli   | Totale Empoli   | Totale Empoli   | 73         | 6          |                 | 1               | 0               |                    | -                  | -                  |             | -           | -           | 74     | 6      |
| 2019-2020       | Napoli          | A               | 33         | 3          | CI              | 5               | 0               | UCL                | 8                  | 0                  | -           | -           | -           | 46     | 3      |
| 2020-2021       | Napoli          | A               | 36         | 3          | CI              | 4               | 1               | UEL                | 8                  | 0                  | SI          | 1           | 0           | 49     | 4      |
| 2021-2022       | Napoli          | A               | 33         | 1          | CI              | 1               | 0               | UEL                | 8                  | 0                  | -           | -           | -           | 42     | 1      |
| 2022-2023       | Napoli          | A               | 37         | 3          | CI              | 0               | 0               | UCL                | 10                 | 2                  | -           | -           | -           | 47     | 5      |
| 2023-2024       | Napoli          | A               | 36         | 1          | CI              | 1               | 0               | UCL                | 8                  | 1                  | SI          | 2           | 0           | 47     | 2      |
| 2024-2025       | Napoli          | A               | 37         | 3          | CI              | 2               | 0               | -                  | -                  | -                  | -           | -           | -           | 39     | 3      |
| 2025-2026       | Napoli          | A               | -          | -          | CI              | -               | -               | UCL                | -                  | -                  | SI          | -           | -           | -      | -      |
| Totale Napoli   | Totale Napoli   | Totale Napoli   | 212        | 14         |                 | 13              | 1               |                    | 42                 | 3                  |             | 3           | 0           | 270    | 18     |
| Totale carriera | Totale carriera | Totale carriera | 435        | 24         |                 | 26              | 1               |                    | 42                 | 3                  |             | 3           | 0           | 506    | 28     |

### Cronologia presenze e reti in nazionale
| Cronologia completa delle presenze e delle reti in nazionale ― Italia | Cronologia completa delle presenze e delle reti in nazionale ― Italia | Cronologia completa delle presenze e delle reti in nazionale ― Italia | Cronologia completa delle presenze e delle reti in nazionale ― Italia | Cronologia completa delle presenze e delle reti in nazionale ― Italia | Cronologia completa delle presenze e delle reti in nazionale ― Italia | Cronologia completa delle presenze e delle reti in nazionale ― Italia | Cronologia completa delle presenze e delle reti in nazionale ― Italia |
| Data                                                                  | Città                                                                 | In casa                                                               | Risultato                                                             | Ospiti                                                                | Competizione                                                          | Reti                                                                  | Note                                                                  |
| --------------------------------------------------------------------- | --------------------------------------------------------------------- | --------------------------------------------------------------------- | --------------------------------------------------------------------- | --------------------------------------------------------------------- | --------------------------------------------------------------------- | --------------------------------------------------------------------- | --------------------------------------------------------------------- |
| 15-10-2019                                                            | Vaduz                                                                 | Liechtenstein                                                         | 0 – 5                                                                 | Italia                                                                | Qual. Euro 2020                                                       | -                                                                     |                                                                       |
| 18-11-2019                                                            | Palermo                                                               | Italia                                                                | 9 – 1                                                                 | Armenia                                                               | Qual. Euro 2020                                                       | -                                                                     |                                                                       |
| 11-11-2020                                                            | Firenze                                                               | Italia                                                                | 4 – 0                                                                 | Estonia                                                               | Amichevole                                                            | -                                                                     |                                                                       |
| 15-11-2020                                                            | Reggio Emilia                                                         | Italia                                                                | 2 – 0                                                                 | Polonia                                                               | UEFA Nations League 2020-2021 - 1º turno                              | -                                                                     | 88’                                                                   |
| 18-11-2020                                                            | Sarajevo                                                              | Bosnia ed Erzegovina                                                  | 0 – 2                                                                 | Italia                                                                | UEFA Nations League 2020-2021 - 1º turno                              | -                                                                     | 46’                                                                   |
| 28-3-2021                                                             | Sofia                                                                 | Bulgaria                                                              | 0 – 2                                                                 | Italia                                                                | Qual. Mondiali 2022                                                   | -                                                                     | 67’                                                                   |
| 28-5-2021                                                             | Cagliari                                                              | Italia                                                                | 7 – 0                                                                 | San Marino                                                            | Amichevole                                                            | -                                                                     | 62’                                                                   |
| 11-6-2021                                                             | Roma                                                                  | Turchia                                                               | 0 – 3                                                                 | Italia                                                                | Euro 2020 - 1º turno                                                  | -                                                                     | 46’                                                                   |
| 16-6-2021                                                             | Roma                                                                  | Italia                                                                | 3 – 0                                                                 | Svizzera                                                              | Euro 2020 - 1º turno                                                  | -                                                                     |                                                                       |
| 26-6-2021                                                             | Londra                                                                | Italia                                                                | 2 – 1 dts                                                             | Austria                                                               | Euro 2020 - Ottavi di finale                                          | -                                                                     | 50’                                                                   |
| 2-7-2021                                                              | Monaco di Baviera                                                     | Belgio                                                                | 1 – 2                                                                 | Italia                                                                | Euro 2020 - Quarti di finale                                          | -                                                                     |                                                                       |
| 6-7-2021                                                              | Londra                                                                | Italia                                                                | 1 – 1 dts (4 – 2 dtr)                                                 | Spagna                                                                | Euro 2020 - Semifinale                                                | -                                                                     |                                                                       |
| 11-7-2021                                                             | Londra                                                                | Italia                                                                | 1 – 1 dts (3 – 2 dtr)                                                 | Inghilterra                                                           | Euro 2020 - Finale                                                    | -                                                                     | [ 64 ]                                                                |
| 5-9-2021                                                              | Basilea                                                               | Svizzera                                                              | 0 – 0                                                                 | Italia                                                                | Qual. Mondiali 2022                                                   | -                                                                     |                                                                       |
| 8-9-2021                                                              | Reggio Emilia                                                         | Italia                                                                | 5 – 0                                                                 | Lituania                                                              | Qual. Mondiali 2022                                                   | 1                                                                     |                                                                       |
| 6-10-2021                                                             | Milano                                                                | Italia                                                                | 1 – 2                                                                 | Spagna                                                                | UEFA Nations League 2020-2021 - Semifinale                            | -                                                                     |                                                                       |
| 10-10-2021                                                            | Torino                                                                | Italia                                                                | 2 – 1                                                                 | Belgio                                                                | UEFA Nations League 2020-2021 - Finale 3º posto                       | -                                                                     | 30’                                                                   |
| 12-11-2021                                                            | Roma                                                                  | Italia                                                                | 1 – 1                                                                 | Svizzera                                                              | Qual. Mondiali 2022                                                   | 1                                                                     |                                                                       |
| 15-11-2021                                                            | Belfast                                                               | Irlanda del Nord                                                      | 0 – 0                                                                 | Italia                                                                | Qual. Mondiali 2022                                                   | -                                                                     |                                                                       |
| 1-6-2022                                                              | Londra                                                                | Italia                                                                | 0 – 3                                                                 | Argentina                                                             | Coppa dei Campioni CONMEBOL-UEFA 2022                                 | -                                                                     | 72’                                                                   |
| 11-6-2022                                                             | Wolverhampton                                                         | Inghilterra                                                           | 0 – 0                                                                 | Italia                                                                | UEFA Nations League 2022-2023 - 1º turno                              | -                                                                     |                                                                       |
| 23-9-2022                                                             | Milano                                                                | Italia                                                                | 1 – 0                                                                 | Inghilterra                                                           | UEFA Nations League 2022-2023 - 1º turno                              | -                                                                     | 80’                                                                   |
| 26-9-2022                                                             | Budapest                                                              | Ungheria                                                              | 0 – 2                                                                 | Italia                                                                | UEFA Nations League 2022-2023 - 1º turno                              | -                                                                     | 90’                                                                   |
| 16-11-2022                                                            | Tirana                                                                | Albania                                                               | 1 – 3                                                                 | Italia                                                                | Amichevole                                                            | 1                                                                     |                                                                       |
| 20-11-2022                                                            | Vienna                                                                | Austria                                                               | 2 – 0                                                                 | Italia                                                                | Amichevole                                                            | -                                                                     | 46’                                                                   |
| 23-3-2023                                                             | Napoli                                                                | Italia                                                                | 1 – 2                                                                 | Inghilterra                                                           | Qual. Euro 2024                                                       | -                                                                     | 52’                                                                   |
| 26-3-2023                                                             | Ta' Qali                                                              | Malta                                                                 | 0 – 2                                                                 | Italia                                                                | Qual. Euro 2024                                                       | -                                                                     | 36’ 46’                                                               |
| 15-6-2023                                                             | Enschede                                                              | Spagna                                                                | 2 – 1                                                                 | Italia                                                                | UEFA Nations League 2022-2023 - Semifinale                            | -                                                                     |                                                                       |
| 9-9-2023                                                              | Skopje                                                                | Macedonia del Nord                                                    | 1 – 1                                                                 | Italia                                                                | Qual. Euro 2024                                                       | -                                                                     |                                                                       |
| 12-9-2023                                                             | Milano                                                                | Italia                                                                | 2 – 1                                                                 | Ucraina                                                               | Qual. Euro 2024                                                       | -                                                                     |                                                                       |
| 17-10-2023                                                            | Londra                                                                | Inghilterra                                                           | 3 – 1                                                                 | Italia                                                                | Qual. Euro 2024                                                       | -                                                                     | 30’                                                                   |
| 20-11-2023                                                            | Leverkusen                                                            | Ucraina                                                               | 0 – 0                                                                 | Italia                                                                | Qual. Euro 2024                                                       | -                                                                     |                                                                       |
| 21-3-2024                                                             | Fort Lauderdale                                                       | Venezuela                                                             | 1 – 2                                                                 | Italia                                                                | Amichevole                                                            | -                                                                     |                                                                       |
| 24-3-2024                                                             | Harrison                                                              | Ecuador                                                               | 0 – 2                                                                 | Italia                                                                | Amichevole                                                            | -                                                                     | 46’                                                                   |
| 4-6-2024                                                              | Bologna                                                               | Italia                                                                | 0 – 0                                                                 | Turchia                                                               | Amichevole                                                            | -                                                                     |                                                                       |
| 15-6-2024                                                             | Dortmund                                                              | Italia                                                                | 2 – 1                                                                 | Albania                                                               | Euro 2024 - 1º turno                                                  | -                                                                     |                                                                       |
| 20-6-2024                                                             | Gelsenkirchen                                                         | Spagna                                                                | 1 – 0                                                                 | Italia                                                                | Euro 2024 - 1º turno                                                  | -                                                                     |                                                                       |
| 24-6-2024                                                             | Lipsia                                                                | Croazia                                                               | 1 – 1                                                                 | Italia                                                                | Euro 2024 - 1º turno                                                  | -                                                                     |                                                                       |
| 29-6-2024                                                             | Berlino                                                               | Svizzera                                                              | 2 – 0                                                                 | Italia                                                                | Euro 2024 - Ottavi di finale                                          | -                                                                     |                                                                       |
| 6-9-2024                                                              | Parigi                                                                | Francia                                                               | 1 – 3                                                                 | Italia                                                                | UEFA Nations League 2024-2025 - 1º turno                              | -                                                                     |                                                                       |
| 10-10-2024                                                            | Roma                                                                  | Italia                                                                | 2 – 2                                                                 | Belgio                                                                | UEFA Nations League 2024-2025 - 1º turno                              | -                                                                     |                                                                       |
| 14-10-2024                                                            | Udine                                                                 | Italia                                                                | 4 – 1                                                                 | Israele                                                               | UEFA Nations League 2024-2025 - 1º turno                              | 2                                                                     | Cap.                                                                  |
| 14-11-2024                                                            | Bruxelles                                                             | Belgio                                                                | 0 – 1                                                                 | Italia                                                                | UEFA Nations League 2024-2025 - 1º turno                              | -                                                                     |                                                                       |
| 17-11-2024                                                            | Milano                                                                | Italia                                                                | 1 – 3                                                                 | Francia                                                               | UEFA Nations League 2024-2025 - 1º turno                              | -                                                                     |                                                                       |
| 20-3-2025                                                             | Milano                                                                | Italia                                                                | 1 – 2                                                                 | Germania                                                              | UEFA Nations League 2024-2025 - Quarti di finale                      | -                                                                     |                                                                       |
| 23-3-2025                                                             | Dortmund                                                              | Germania                                                              | 3 – 3                                                                 | Italia                                                                | UEFA Nations League 2024-2025 - Quarti di finale                      | -                                                                     |                                                                       |
| 6-6-2025                                                              | Oslo                                                                  | Norvegia                                                              | 3 – 0                                                                 | Italia                                                                | Qual. Mondiali 2026                                                   | -                                                                     |                                                                       |
| 9-6-2025                                                              | Reggio Emilia                                                         | Italia                                                                | 2 – 0                                                                 | Moldavia                                                              | Qual. Mondiali 2026                                                   | -                                                                     |                                                                       |
| Totale                                                                |                                                                       | Presenze                                                              | 48                                                                    |                                                                       | Reti                                                                  | 5                                                                     |                                                                       |

| Cronologia completa delle presenze e delle reti in nazionale ― Italia under 21 | Cronologia completa delle presenze e delle reti in nazionale ― Italia under 21 | Cronologia completa delle presenze e delle reti in nazionale ― Italia under 21 | Cronologia completa delle presenze e delle reti in nazionale ― Italia under 21 | Cronologia completa delle presenze e delle reti in nazionale ― Italia under 21 | Cronologia completa delle presenze e delle reti in nazionale ― Italia under 21 | Cronologia completa delle presenze e delle reti in nazionale ― Italia under 21 | Cronologia completa delle presenze e delle reti in nazionale ― Italia under 21 |
| Data                                                                           | Città                                                                          | In casa                                                                        | Risultato                                                                      | Ospiti                                                                         | Competizione                                                                   | Reti                                                                           | Note                                                                           |
| ------------------------------------------------------------------------------ | ------------------------------------------------------------------------------ | ------------------------------------------------------------------------------ | ------------------------------------------------------------------------------ | ------------------------------------------------------------------------------ | ------------------------------------------------------------------------------ | ------------------------------------------------------------------------------ | ------------------------------------------------------------------------------ |
| 14-8-2013                                                                      | Senec                                                                          | Slovacchia under 21                                                            | 1 – 4                                                                          | Italia under 21                                                                | Amichevole                                                                     | -                                                                              |                                                                                |
| 5-9-2013                                                                       | Rieti                                                                          | Italia under 21                                                                | 1 – 3                                                                          | Belgio under 21                                                                | Qual. Europeo Under-21 2015                                                    | -                                                                              |                                                                                |
| 9-9-2013                                                                       | Nicosia                                                                        | Cipro under 21                                                                 | 0 – 2                                                                          | Italia under 21                                                                | Qual. Europeo Under-21 2015                                                    | -                                                                              |                                                                                |
| Totale                                                                         |                                                                                | Presenze                                                                       | 3                                                                              |                                                                                | Reti                                                                           | 0                                                                              |                                                                                |

## Palmarès

### Club

#### Competizioni giovanili
- Torneo Internazionale Sanremo: 1

Reggina: 2009

#### Competizioni nazionali
- Campionato italiano di Serie B: 1

Empoli: 2017-2018
- Coppa Italia: 1

Napoli: 2019-2020
- Campionato italiano: 2

Napoli: 2022-2023, 2024-2025

### Nazionale
- Campionato d'Europa: 1

Europa 2020

### Individuale
- Gran Galà del calcio AIC: 2

Squadra dell'anno: 2022, 2023